# Electric Banana Band (musikalbum)
Electric Banana Band är Electric Banana Bands första studioalbum från 1981. Albumet finns bara på vinylskiva (på grund av rättighetsproblem).

## Låtlista
1. Electric Banana Band (James Hollingworth)
2. Ta' lianen till kneget (Schaffer/Åberg)
3. Olyckans sång (Schaffer/Åberg)
4. I huve't på en gris (J. Hollingworth)
5. Lasse Banan (J. Hollingworth)
6. Kung Lian (J. Hollingworth)
7. Singe-Linge-Lisco-Disco (Schaffer/Åberg)
8. Banana Bwana (Schaffer/Åberg)
9. Då är det ball med rock'n'roll (Totte Wallin)
10. Dum som en gås (Karin Liungman)
11. Boogeli Booga (J. Hollingworth)
12. Storstadsdjungeln (J. Hollingworth)
13. Olyckan Theme (J. Schaffer)

## Medverkande
- Lasse "Tigern" Åberg: Sång, produktion
- Klasse "Liarne" Möllberg: Sång
- Janne "Zebran" Schaffer: Gitarr
- Peter "Pantern" Ljung: Piano
- Tommy "Geparden" Cassemar: Bas
- Per "Giraffen" Lindvall: Trummor

## Gäster
- Björn J:Son Lind - Synt på "Olyckans sång"
- Christian Veltman - Bas på "Olyckans Sång"
- Ted Åström - Sång på "Olyckans sång"
- Freddie "Kolibri" Schaffer - Sång på "Boogeli Booga"